# Marlene Dietrich

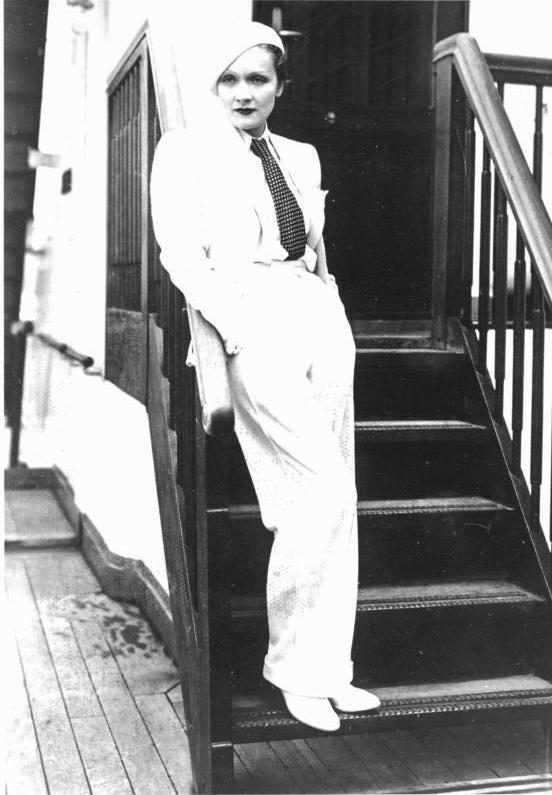
Marlene Dietrich fotografiada a Alemanya el 1933.

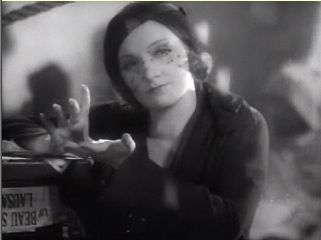
Marlene Dietrich a la pel·lícula Morocco (1930)

Marlene Dietrich (Berlín, 27 de desembre de 1901 - París, 6 de maig de 1992), nascuda amb el nom de Marie Magdalene von Losch, fou una actriu i cantant alemanya naturalitzada estatunidenca el 1939. El seu aspecte sofisticat, la seva veu greu i sensual, els papers que interpretà als inicis de la seva carrera i la seva vida amorosa tumultuosa en feren la personificació de la femme fatale i del glamour en el món de l'espectacle des dels anys 30 fins als 50.
El 1999 l'American Film Institute elegí Dietrich com la novena millor estrella femenina de tots els temps.

## Biografia

### Infantesa
Marie Magdalene Dietrich va néixer el 27 de desembre del 1901 a Berlín-Schöneberg, en el que era aleshores l'Imperi Alemany. Tenia una germana d'un any més gran que ella, Elisabeth, i era la filla de Louis Erich Otto Dietrich, un lloctinent de policia que havia servit en la Guerra Francoprussiana i de Wilhelmina Elisabeth Josephine Felsing, una noia de bona família berlinesa.
El seu pare es va morir l'any 1907, i la seva mare es va posar a treballar com a majordoma per a Eduard von Losch, un oficial de l'exèrcit amb qui es va acabar casant el 1916. Von Losch, però, va morir poc després a causa de les ferides rebudes durant la Primera Guerra Mundial, sense haver adoptat oficialment les filles de la seva dona.
Durant la seva infància, Dietrich va estudiar en un internat per a noies i va rebre cursos de violí, que va haver d'interrompre a causa d'una lesió al canell (més tard aprendria a tocar la serra musical), i a l'adolescència va començar a interessar-se pel teatre i la poesia.
Quan tenia 11 anys, va decidir fer un anagrama amb els seus dos noms, el que va esdevenir "Marlene".

### Inicis artístics
L'any 1921 va voler treballar amb el prestigiós director de teatre Max Reinhardt, sense aconseguir-ho directament. A força d'insistir, però, començà a actuar per a ell com a corista i fent petits papers dramàtics.
L'any següent va actuar per primer cop en un parell de pel·lícules, So sind die Männer i Tragödie der Liebe i, durant el rodatge d'aquesta darrera, va conèixer el qui seria el seu futur marit, Rudolf Sieber, que era ajudant de direcció. Es van casar el 1923 i un any després van tenir llur única filla, Maria Elisabeth Sieber, que seria coneguda més tard com a actriu amb el nom de Maria Riva.
Durant aquests anys, Dietrich va anar treballant pel teatre i el cinema entre Berlín i Viena. Al teatre va interpretar papers de diversa importància (va actuar tanmateix en obres de Shakespeare i de Bernard Shaw), però el que va atreure més l'atenció del públic foren les seves participacions en revistes musicals. CEn acabar-se la dècada, va començar a obtenir papers més importants al cinema, en pel·lícules com Café Elektric (1927), Ich küsse Ihre Hand, Madame (1928) i Das Schiff der verlorenen Menschen (1929).
També va començar a fer enregistraments musicals: el 1928 va fer un duo amb Margo Lion, Wenn die Beste Freundin; aquesta cançó, amb una connotació explícita d'homosexualitat, va ser un gran èxit al Berlín de l'època.

### Creació del mite
L'any 1929, el director austríac Josef von Sternberg escull Dietrich com a protagonista de la pel·lícula sonora Der blaue Engel (estrenada el 1930) Dietrich hi interpreta Lola Lola, una actriu de cabaret que causa la pèrdua d'un respectable professor, i hi canta una cançó que esdevindrà emblemàtica del seu repertori: Ich bin von Kopf bis Fuß auf Liebe eingestellt ("Estic feta per a estimar de cap a peus", Falling in love again, en anglès). La pel·lícula representà el començament de la col·laboració entre aquests dos artistes, on von Sternberg va actuar com un veritable pigmalió, transformant radicalment la carrera de l'actriu.
En aquella època, la Paramount buscava una estrella capaç de rivalitzar amb Greta Garbo, que treballava per la Metro. Von Sternberg havia vist aquest potencial en Dietrich i va convèncer la Paramount perquè la contractés. Així, es van traslladar als Estats Units i un cop a Hollywood van realitzar junts sis films més que van contribuir de manera decisiva a crear el "mite" Dietrich.
Amb el seu estil cinematogràfic barroc, ple de fetitxismes i d'escenaris exòtics, amb les tècniques de fotografia que utilitzava i amb un vestuari fet a mida, Sternberg va sublimar la imatge de Dietrich. Ella, a canvi, va acceptar confiar cegament en ell i obeir les seves ordres a vegades dictatorials; es va aprimar, va accentuar la seva pal·lidesa, es va depilar les celles i, tot i que ella sempre ho va negar, es diu que fins i tot es va fer extreure els queixals del seny per a modificar el seu aspecte.

### Hollywood
A Hollywood, Dietrich va presentar-se constantment vestida amb pells, plomes, joies i maquillatges sofisticats, viatjant en un Rolls-Royce descapotable de la Paramount i vivint en una casa plena de miralls i de catifes de lleopard.
Si bé aquests primers papers van contribuir a fer-ne una llegenda del cinema, li va costar molt desfer-se del seu personatge d'espia, vampiressa i de dona aventurera de sexualitat ambigua, i després de la seva col·laboració amb von Sternberg, que es va acabar l'any 1935, la seva carrera mai no va retrobar l'esclat d'aquest període. Malgrat això, va treballar amb directors tan prestigiosos com George Marshall, Ernst Lubitsch, Billy Wilder, Alfred Hitchcock i Orson Welles, i en pel·lícules d'èxit com A Foreign Affair, Testimoni de càrrec, Touch of Evil, El Judici de Nuremberg i Pànic a l'escenari .
Tanmateix, va aconseguir interpretar alguns personatges que trencarien breument la seva imatge i que li permetrien aprofundir les seves qualitats d'actriu. Al western Destry Rides Again (1939), amb James Stewart, hi fa el paper d'una noia de saló ja una mica madura (i hi interpreta una altra cançó important del seu repertori, See what the boys in the back room will have). També interpretarà un paper similar el 1942 amb John Wayne a The Spoilers i, a Touch of Evil, faria de gitana que llegeix l'esdevenidor.
L'any 1930 va obtenir la seva única nominació als Oscars per la seva interpretació en la pel·lícula Morocco, dirigida per von Sternberg.

### Segona Guerra Mundial

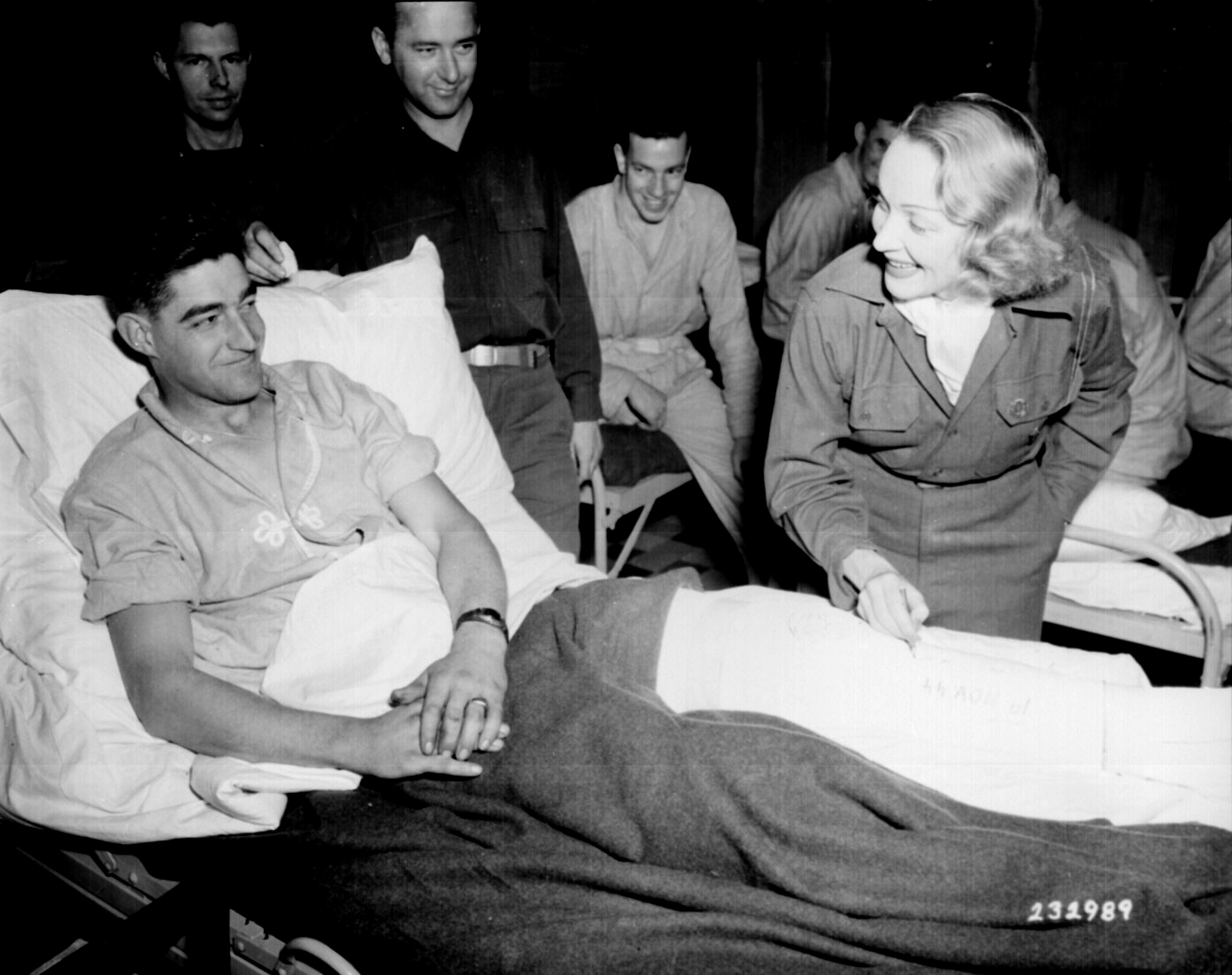
Marlene Dietrich visitant soldats aliats ferits (1944)

Dietrich tenia conviccions polítiques fortes i el coratge de manifestar-les. Com molts artistes alemanys eixits de la República de Weimar, era una incondicional antinazi que menyspreava l'antisemitisme.
L'any 1937 es trobava a Londres per a rodar-hi la pel·lícula Knight Without Armour, del director jueu Alexander Korda. En entrevistes posteriors, Dietrich va explicar que, en aquella època, els representants del Partit Nazi li van demanar que tornés a Alemanya. Ella hauria dit que hi estaria d'acord si es permetia que Korda l'acompanyés, a la qual cosa el nazis es van negar. L'actriu adoptaria definitivament la nacionalitat estatunidenca el 1939.
El desembre del 1941, els Estats Units va entrar a la Segona Guerra Mundial i Dietrich va ser una de les primeres celebritats a comprometre's en l'esforç de guerra. Es va prendre aquest rol d'una manera molt seriosa: va anar sovint en primera línia per actuar davant les tropes, on cantava, tocava la serra musical i feia visites als hospitals per a animar els soldats ferits.
També va enregistrar un cert nombre de cançons antinazis en alemany per a l'Oficina de Serveis Estratègics (OSS), incloent-hi Lili Marleen. Aquesta cançó va tenir el mèrit de convertir-se en un himne tant pels soldats aliats com pels alemanys.

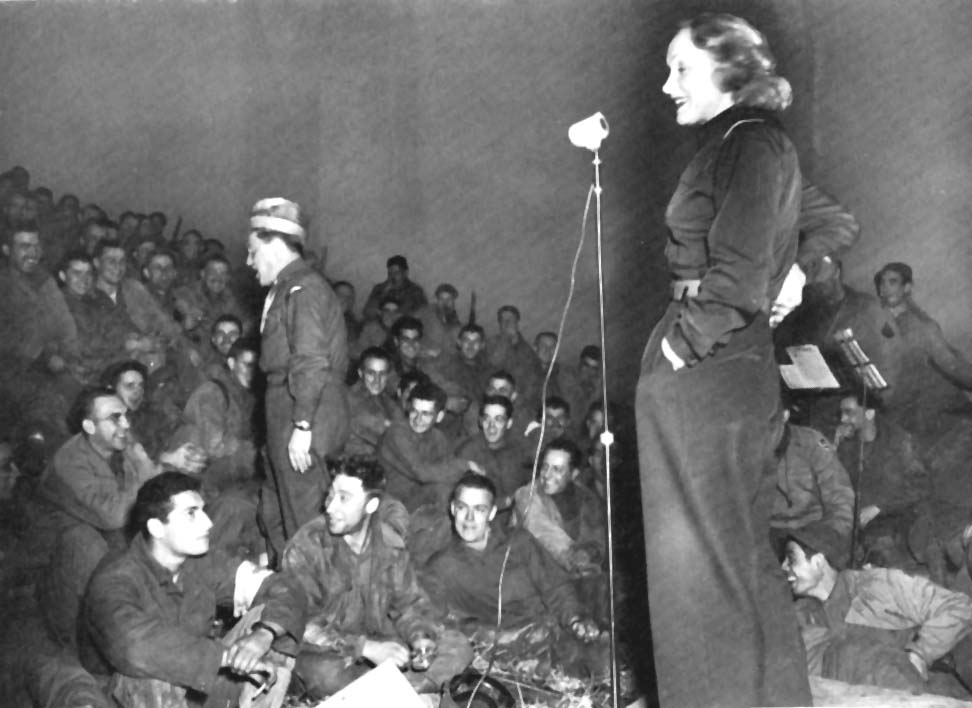
Marlene Dietrich actuant per als soldats aliats l'any 1944.

Va estar en primera línia a Algèria i França, i va entrar a Alemanya amb els generals James Gavin i George Patton. Quan més endavant hom va preguntar-li per què ho havia fet, malgrat el perill obvi que representava el fet de trobar-se a tan pocs quilòmetres del territori enemic, ella responia: "aus Anstand" ("per decència").
Per a recompensar els seus actes durant la guerra, Dietrich va rebre la Medalla presidencial de la Llibertat, atorgada pel govern dels Estats Units. Més tard també se la va condecorar amb la Legió d'Honor del govern francès per la mateixa raó.

### Carrera com a cantant
Des de les primeries de l'any 1950, la carrera de Dietrich va començar a orientar-se cap als espectacles de cançó; aquest tomb es va concretar a mitjan 1950, quan Burt Bacharach va convertir-se en el seu arranjador musical i els sueus espectacles van esdevenir més ambiciosos i amb un repertori més ampli. A partir d'aleshores i fins al 1975, va dedicar-se gairebé exclusivament a actuar en els escenaris més importants del món, amb un repertori que incloïa cançons de les seves pel·lícules així com temes populars de l'època.
L'any 1960 va retornar a Alemanya per a fer-hi una gira de concerts que va obtenir una resposta mitigada; molts alemanys la consideraven una "traïdora a la pàtria" arran de les seves accions durant la Segona Guerra Mundial. Durant les seves actuacions al Titania Palast de Berlín, van proferir-se crits de "Marlene torna-te'n a casa!" D'altra banda, d'altres alemanys la va rebre més afectuosament, com fou el cas de l'alcalde de Berlín Willy Brandt.
En aquells anys també va emprendre una gira per Israel; va cantar-hi algunes cançons en alemany, com per exemple una versió de l'himne antibèl·lic de Pete Seeger Què se n'ha fet, d'aquelles flors? (Where have all the flowers gone), trencant així el tabú no oficial contra l'ús de l'alemany a en aquest país.
El 1964, Bacharach va deixar de col·laborar amb Dietrich. Tot i així, el 1967 i el 1968, va fer dos espectacles a Broadway que li van proporcionar un "Premi Tony Especial". El novembre del 1972, a Londres, es va filmar una versió d'aquest espectacle que es va emetre per la televisió als Estats Units i a Anglaterra el gener del 1973. Sembla que Dietrich no es va quedar gaire satisfeta amb el resultat.
En el documental Marlene, del 1984, Dietrich va declarar que el seu enregistrament preferit era Marlene Singt Berlin-Berlin (1964), on hi interpretava antigues cançons populars berlineses.

### Darrers anys
La seva carrera artística va acabar-se sobtadament el 29 de setembre del 1975 quan, arrossegant problemes d'alcoholisme, es va trencar la cama durant una actuació a Austràlia. A partir d'aleshores, només va aparèixer breument a la pel·lícula, Just a Gigolo, el 1979, i durant els anys 80 tan sols es va dedicar a escriure i a participar en la redacció d'uns quants llibres.
El darrers deu anys de la seva vida els va passar tancada en el seu pis de l'avinguda Montaigne de París, sense mostrar-se mai més en públic. Va mantenir, però, una prolífica activitat epistolar i telefònica. En una entrevista amb la revista alemanya Der Spiegel el novembre del 2005, la seva filla i el seu net explicaren que Marlene Dietrich va restar políticament molt activa durant aquests anys: estava en contacte telefònic amb líders mundials (pagant factures de telèfon de fins a 3.000 $) com per exemple, entre d'altres, Ronald Reagan i Mikhaïl Gorbatxov.

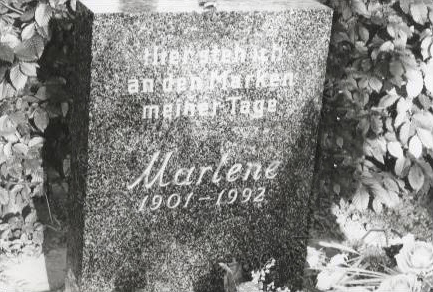
Tomba de Marlene Dietrich

L'actor i director austríac Maximilian Schell va convèncer Dietrich perquè es deixés entrevistar en un documental del 1984, Marlene, però aquesta no apareixeria a la pantalla en cap moment. Va mantenir una gran amistat amb el seu biògraf David Bret, una de les poques persones admeses en el seu pis de París. Es creu que Bret va ser l'última persona fora de la seva família a qui Dietrich va parlar dos dies abans de la seva mort: "Telefono per a dir-te que t'estimo, ara ja puc morir." També va mantenir el contacte amb la seva filla, que venia a París regularment per a veure com estava. El seu marit, Rudolf Sieber, havia mort de càncer el 24 de juny del 1976.
Dietrich va morir d'insuficiència renal a París el 6 de maig del 1992, a l'edat de 90 anys. Una missa fúnebre va tenir lloc a l'església de La Madeleine de París, on van assistir-hi unes 3.500 persones. El seu cos, recobert amb un bandera estatunidenca, va ser traslladat a Alemanya per a ser enterrat al cementiri de Friedenau, prop de la tomba de la seua mare i no lluny de la casa on havia nascut. La seua tomba ha estat profanada diverses vegades per grups nazis que no li perdonen el seu suport als estatunidencs durant la Segona Guerra Mundial

## Llegat

### Der blaue Engel
El 1929, Dietrich va aconseguir el paper rupturista de Lola-Lola, una cantant de cabaret que causa la caiguda d'un mestre d'escola fins llavors respectada, a Der blaue Engel una producció d'UFA (1930). La pel·lícula va ser dirigida per Josef von Sternberg, que a partir d'aquell moment es va considerar "descobridor" de Dietrich. La pel·lícula també és notable per haver introduït la cançó signada per Dietrich, "Falling in Love Again", que Dietrich va enregistrar a Electrola. Posteriorment va fer més enregistraments a la dècada de 1930 per als segells Polydor i Decca.

### Paramount Pictures
A la força de l'èxit internacional de Der blaue Engel i amb el suport i la promoció de von Sternberg, que ja estava establerta en Hollywood, Dietrich després es va traslladar als EUA en el contracte de Paramount Pictures. L'estudi va tractar el mercat de Dietrich com una resposta alemanya a la sensació sueca de la MGM, Greta Garbo.

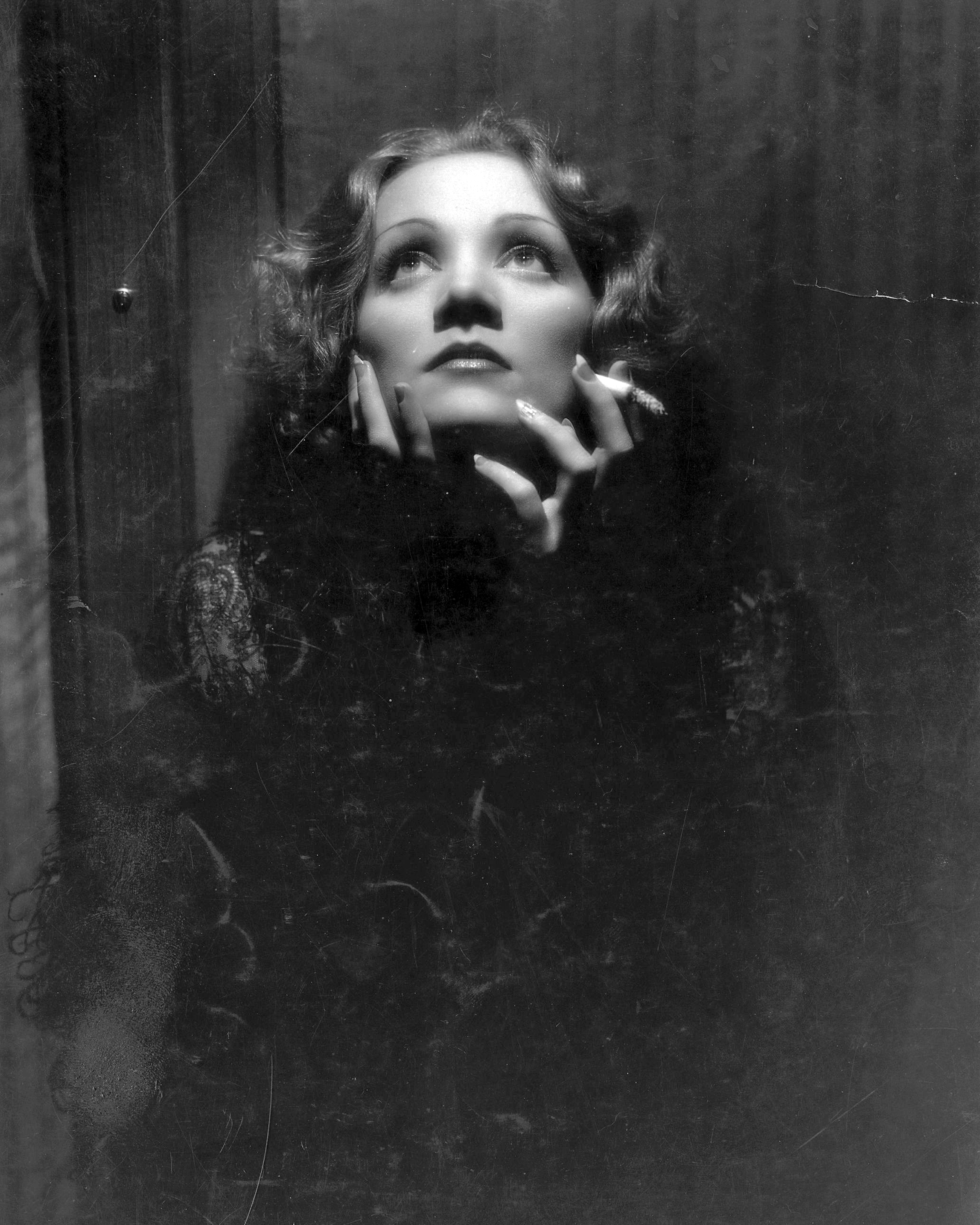
Un imatge de Shanghai Express (1932). Josef von Sternberg va utilitzar il·luminació de papallona per millorar les característiques de Dietrich

Dietrich va protagonitzar sis pel·lícules dirigides per von Sternberg en Paramount entre 1930 i 1935: von Sternberg va treballar de manera molt eficaç amb Dietrich per a crear la imatge d'una glamourosa femme fatale. Ell la va animar a baixar de pes i la va entrenar intensament com a actriu -ella, al seu torn, estava disposada a confiar en ell i seguir les seves, a vegades, imperioses directrius de d'una manera que d'altres artistes es resistien.
La seva primera col·laboració estatunidenca, Morocco, on un cop més va ser elegida com una cantant de cabaret; la pel·lícula és més recordada per la seqüència en la qual interpreta una cançó vestida d'home i els petons d'una altra dona, tan provocativa per l'època. La pel·lícula li va valer a Dietrich el seva única nominació a l'Oscar.
 Morocco, va ser seguit per  Dishonored (amb Dietrich com Mata Hari l'espia) i La Venus rossa.  L'exprés de Xangai era von Sternberg i Dietrich major èxit de taquilla. Les seves dues últimes pel·lícules, The Scarlet Empress i El diable és una dona - la més estilitzada de les seves col·laboracions - eren la seva menys empreses comercials. Dietrich va comentar més endavant que ella estava en el seu més bella El diable és una dona.

### Altres reconeixements
L'Institut Americà del Cinema ha classificat Marlene Dietrich en el novè lloc de la llista de les "Estrelles femenines més importants de tots els temps".
Dietrich va ser una icona de la moda tant per a dissenyadors importants com per a les actrius que la seguirien. Una vegada va declarar: "Em vesteixo per a mi mateixa. No per la imatge, no pel públic, no per la moda, no pels homes."
Si bé el seu accent alemany va donar un toc extra a les seves interpretacions, pel públic estatunidenc feia igualment massa "estranger" i Dietrich va ser considerada, finalment, com una eterna forastera als Estats Units.
El 24 d'octubre del 1993, veient els desinterès manifestat per les institucions estatunidenques, una gran part de les seves pertinences van ser adquirides per la filmoteca alemanya. Part d'aquests objectes constitueixen el nucli d'una exposició al museu del cinema de Berlín. El conjunt incloïa uns 3.000 vestits, abastant des dels anys 20 fins als 90, lluïts per Dietrich en pel·lícules i espectacles, així com més de mil elements del seu vestuari personal; 15.000 fotografies; 300.000 pàgines de documents, incloent-hi correspondència amb Burt Bacharach, Yul Brynner, Maurice Chevalier, Noël Coward, Jean Gabin, Ernest Hemingway, Karl Lagerfeld, Nancy i Ronald Reagan, Erich Maria Remarque, Josef von Sternberg, Orson Welles i Billy Wilder; hi ha també altres elements com cartells de pel·lícula i enregistraments musicals.
El 1992 es va inaugurar una placa commemorativa al número 65 de la Leberstraße, a Berlin-Schöneberg, la casa natal de Dietrich.
Després d'una controvèrsia, es va decidir no posar el seu nom a un carrer de Berlin-Schöneberg. Finalment, però, el 1997 se li va dedicar una plaça a Berlín. El 16 de maig del 2002 se la va declarar "ciutadana honorífica" d'aquesta ciutat.

## Vida privada
Sempre va mantenir bones relacions amb el seu marit, amb qui, des de bon començament, van estar d'acord perquè cadascú tingués relacions pel seu cantó. Ell va viure principalment en una granja a Califòrnia amb Tamara Matul, la seva amant a llarg termini.
Les aventures amoroses conegudes de Dietrich inclouen von Sternberg, el director que la faria famosa, diversos actors com Brian Aherne, Maurice Chevalier, John Gilbert Jean Gabin, Edward R. Murrow i Yul Brynner, l'escriptor Erich Maria Remarque i la cantant francesa Edith Piaf. També va mantenir grans relacions d'amistat (i en alguns casos potser més) amb Gary Cooper, Ernest Hemingway, John Wayne i d'altres.

## Filmografia

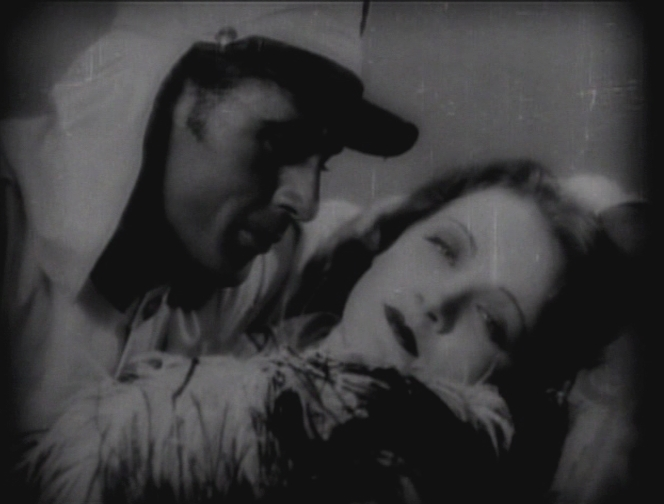
Amb Gary Cooper a la pel·lícula Morocco.

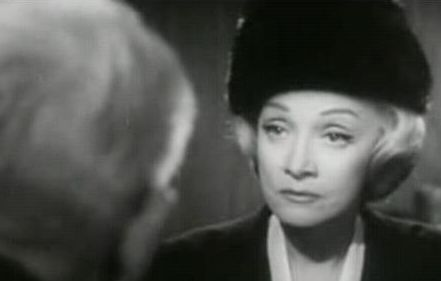
Els judicis de Nuremberg (1961)

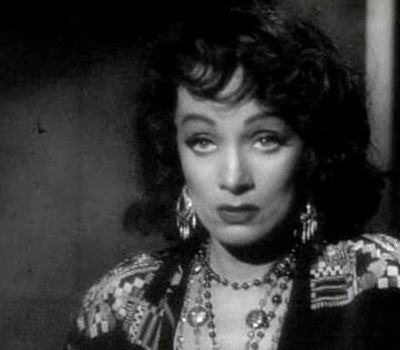
Touch of Evil (1958)

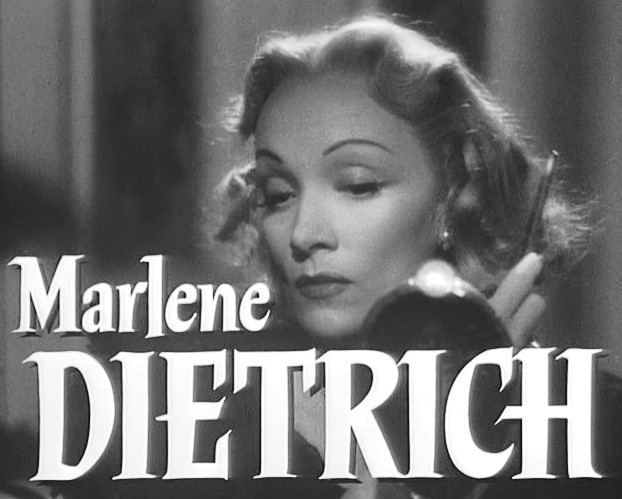
Pànic a l'escenari (1950)

- 1922: So sind die Männer (Der kleine Napoléon), Georg Jacoby
- 1922: Tragödie der Liebe, Joe May
- 1923: Der Mensch am Wege, Wilhelm Dieterle
- 1923: Der Sprung ins Leben, Johannes Guter
- 1925: Eine Dubarry von heute, Alexander Korda
- 1925: Manon Lescaut, Arthur Robinson
- 1926: Der Juxbaron, Willi Wolff
- 1926: Der Tänzer meiner Frau, Alexander Korda
- 1926: Kopf hoch, Charly!, Willi Wolff
- 1926: Madame wünscht keine Kinder, Alexander Korda
- 1927: Prinzessin Olala, Robert Land
- 1927: Sein größter Bluff, Harry Piel
- 1927: Café Elektric, Gustav Ucicky
- 1928: Ich küsse Ihre Hand, Madame, Robert Land
- 1929: Das Schiff der verlorenen Menschen, Maurice Tourneur
- 1929: Die Frau, nach der man sich sehnt, Kurt Bernhardt
- 1930: Gefahren der Brautzeit, Fred Sauer
- 1930: Der blaue Engel, Josef von Sternberg
- 1930: Morocco, Josef von Sternberg amb Gary Cooper
- 1931: Dishonored, Josef von Sternberg
- 1932: Shanghai Express, Josef von Sternberg
- 1932: Blonde Venus, Josef von Sternberg amb Cary Grant
- 1933: The Song of Songs, Rouben Mamoulian
- 1934: The Scarlet Empress, Josef von Sternberg
- 1935: The Fashion Side of Hollywood (curtmetratge)
- 1935: The Devil is a Woman, Josef von Sternberg
- 1936: I Loved a Soldier (inacabat)
- 1936: Desire, Frank Borzage amb Gary Cooper
- 1936: The Garden of Allah, Richard Boleslawski amb Charles Boyer
- 1937: La comtessa Alexandra (Knight Without Armour), Jacques Feyder
- 1937: Angel, Ernst Lubitsch
- 1939: Destry Rides Again, George Marshall amb James Stewart
- 1940: Seven Sinners, Tay Garnett amb John Wayne
- 1941: The Flame of New Orleans, René Clair
- 1941: Manpower, Raoul Walsh
- 1942: The Lady Is Willing, Mitchell Leisen
- 1942: The Spoilers, Ray Enright
- 1942: Pittsburgh, Lewis Seiler
- 1943: Show Business at War (curtmetratge)
- 1944: Follow the Boys, Edward E. Sutherland
- 1944: Kismet, William Dieterle
- 1946: Martin Roumagnac, Georges Lacombe amb Jean Gabin
- 1947: Golden Earrings, Mitchell Leisen amb Ray Milland
- 1948: A Foreign Affair, Billy Wilder amb Jean Arthur
- 1949: Jigsaw, Fletcher Markle (aparició breu)
- 1950: Pànic a l'escenari (Stage Fright), Alfred Hitchcock amb Jane Wyman
- 1951: No Highway in the Sky, Henry Koster, amb James Stewart
- 1952: Encobridora (Rancho Notorious), Fritz Lang amb Mel Ferrer
- 1956: The Monte Carlo Story, Samuel A. Taylor i Giulio Machi
- 1956: La volta al món en vuitanta dies (Around the World in Eighty Days), Michael Anderson amb David Niven, Charles Boyer, etc. (aparició breu)
- 1957: Testimoni de càrrec (Witness for the Prosecution), Billy Wilder amb Charles Laughton i Tyrone Power
- 1958: Touch of Evil, Orson Welles amb Charlton Heston i Janet Leigh
- 1961: Els judicis de Nuremberg (Judgment at Nuremberg), Stanley Kramer amb Spencer Tracy i Burt Lancaster
- 1962: Black Fox: The True Story of Adolf Hitler, Louis C. Stoumen (documental) (narradora)
- 1964: Paris, When It Sizzles, Richard Quine, amb Audrey Hepburn i William Holden (aparició breu)
- 1972: An Evening With Marlene Dietrich (I Wish You Love), Clark Jones (reportatge sobre un concert a Londres)
- 1979: Just a Gigolo, David Hemmings amb David Bowie
- 1984: Marlene, Maximilian Schell (documental) (veu)

## Discografia (selecció)

### Senzills
- 1928: Wenn die beste Freundin
- 1928: Es liegt in der Luft
- 1930: Nimm Dich in acht vor blonden Frauen
- 1930: Ich bin von Kopf bis Fuß auf Liebe eingestellt
- 1930: Falling in Love Again
- 1930: Ich bin die fesche Lola
- 1930: Wenn ich mir was wünschen dürfte
- 1930: Kinder, heut' abend, da such' ich mir was aus
- 1931: Leben ohne Liebe kannst du nicht
- 1931: Give Me the Man
- 1931: Peter
- 1931: Quand L'Amour meurt
- 1931: Johnny, wenn du Geburtstag hast
- 1933: Mein blondes Baby
- 1933: Ja so bin ich
- 1933: Allein in einer großen Stadt
- 1933: Wo ist der Mann?
- 1939: The Boys in the Backroom
- 1945: Lili Marleen (versió en anglès)
- 1954: Ich hab' noch einen Koffer in Berlin
- 1960: Lili Marleen (versió en alemany)
- 1962: Sag mir wo die Blumen sind
- 1963: Für alles kommt die Zeit
- 1964: Die Antwort weiß ganz allein der Wind
- 1964: Der Trommelmann
- 1965: Such Trying Times
- 1966: Still war die Nacht
- 1978: Just a Gigolo

### Àlbums
- 1951: Marlene Dietrich Overseas
- 1954: Live at the Café de Paris
- 1959: Dietrich in Rio
- 1960: Wiedersehen mit Marlene
- 1964: Marlene singt Berlin
- 1964: Die neue Marlene
- 1964: Dietrich in London

### Col·leccions
- 1949: Souvenir Album
- 1952: M.D. Live 1932-1952
- 1959: Lil Marlene
- 1969: Marlene Dietrich
- 1973: The Best of Marlene Dietrich
- 1974: Das war mein Milljöh
- 1982: Her Complete Decca Recordings
- 1992: The Marlene Dietrich Album
- 1992: Art Deco Marlene Dietrich
- 2007: Marlene Dietrich with the Burt Bacharach Orchestra

### Llibres escrits per Marlene Dietrich
- Dietrich, Marlene: Marlene Dietrich's ABC. Doubleday, 1962. (en anglès)
- Dietrich, Marlene: Marlene, 1989, Grove Press. ISBN 0-8021-1117-3 (en anglès)
- Dietrich, Marlene i Helnwein, Gottfried (fotos): Some Facts About Myself. Edition Cantz, 1990. (en anglès)

### Biografies
- Bach, Steven. Marlene Dietrich: Life and Legend (en anglès).  Doubleday, 1992. ISBN 0-385-42553-8.
- Bret, David: Marlene, My Friend. Robson, Londres, 1993. (en anglès)
- Flanner, Janet: Legendäre Frauen und ein Mann. Übers. aus dem am. Englisch. Antje Kunstmann Verlag, Múnic, Alemanya, 1993, 200 S., ISBN 3-88897-078-4.
- Hessel, Franz: Marlene Dietrich. Kindt & Bucher, Berlín, 1931.
- McLellan, Diana. The Girls: Sappho Goes to Hollywood.  St. Martin's Griffin, 2001. ISBN 0-312-28320-2. (en anglès)
- McLellan, Diana: Greta Garbo y Marlene Dietrich. T & B Editores, 1a edició, Barcelona, 2009. ISBN 978-84-96576-95-7.
- Morley, Sheridan: Marlene Dietrich. Bildbiographie. Krüger, Frankfurt del Main, Alemanya, 1977.
- Riva, David J. A Woman at War: Marlene Dietrich Remembered.  Wayne State University Press, 2006. ISBN 0-8143-3249-8. (en anglès)
- Riva, Maria. Marlene Dietrich.  Ballantine Books, 1994. ISBN 0-345-38645-0. (en anglès)
- Spoto, Donald: Blue Angel: the life of Marlene Dietrich. William Morrow and Company, Inc., 1992. ISBN 0-688-07119-8 (en anglès)